# Inverno

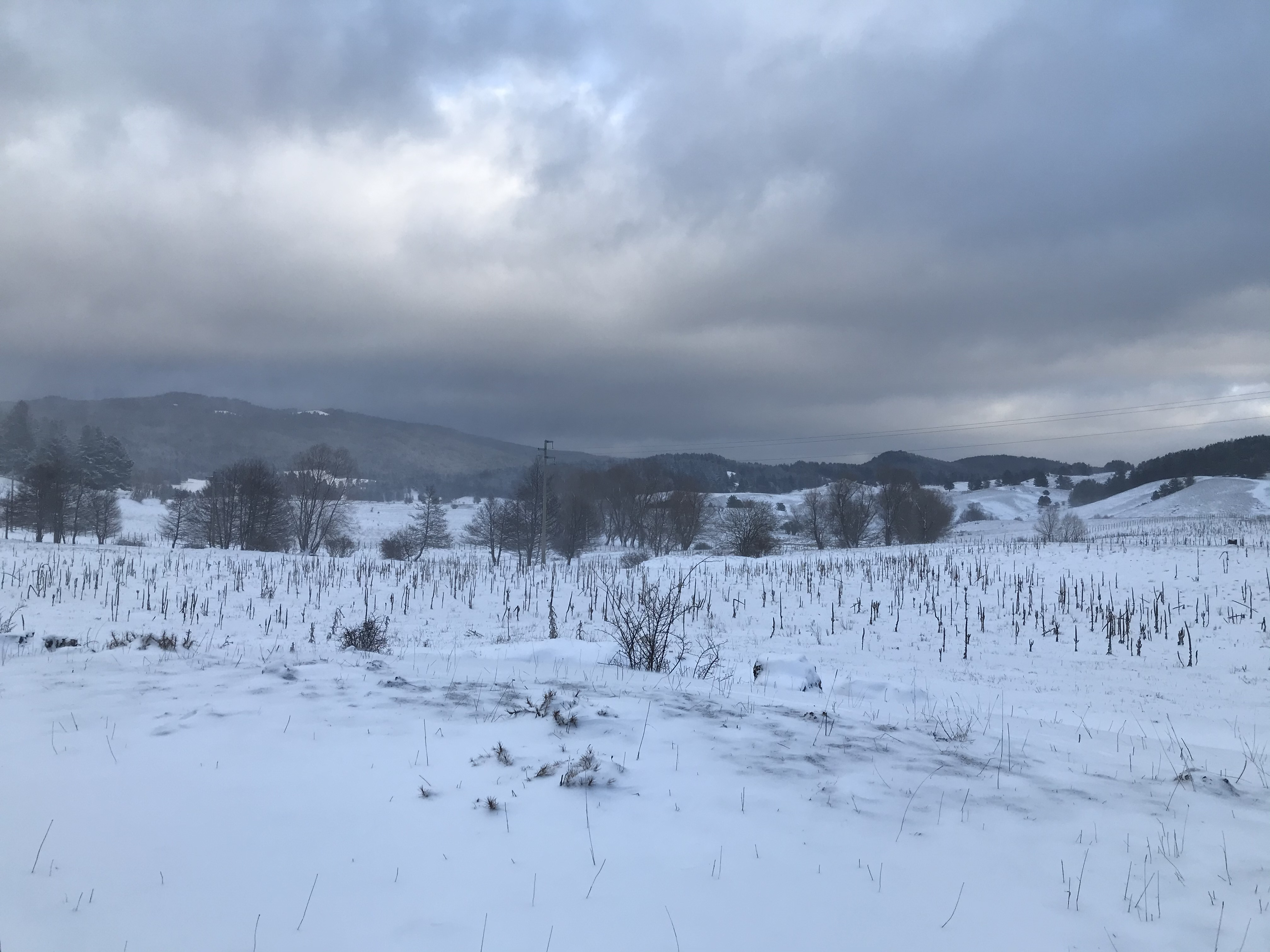
Un paesaggio ricoperto di neve, elemento tipico dell'inverno.

L'inverno è una delle quattro stagioni in cui si divide l'anno, viene dopo l'autunno e precede la primavera.

## Etimologia
Il nome deriva dal latino «hiběrnum», «stagione del freddo» (in riferimento al tempo), e dall'aggettivo «hibernus». Secondo il folklore il nome inverno deriverebbe da Averno (cioè il regno dell'Ade), si tratterebbe di una variazione della parola Avernus che deriva dal greco άορνος (senza uccelli). Infatti, si narra che il freddo non permettendo la vita agli uccelli li faceva emigrare o morire, rendendo la stagione quasi senza uccelli. Secondo alcune leggende gli uccelli emigravano nel regno di Ade per poi fare ritorno. 
In Italia, proprio per questo motivo è nata anche la leggenda della merla, la merla sarebbe mandata da Persefone per annunciare il suo ritorno alla madre Demetra (o Cerere) che faceva tornare la primavera in relazione alla visita della figlia. Inoltre, in inverno molte piante muoiono o non crescono (a differenza della primavera). L'inverno viene rappresentato spesso nell'arte proprio con il vecchio o la vecchiaia che precede la morte.

## Inverno astronomico

Le posizioni del Sole e della Terra nell'arco delle stagioni.

Per l'astronomia, l'inverno ha inizio nel momento in cui il Sole (che ha raggiunto il suo punto più basso rispetto all'orizzonte alla data del solstizio) comincia la propria risalita completandola nel giorno dell'equinozio di primavera. Nell'emisfero boreale il suddetto periodo va dal 22 dicembre al 20 marzo, per una durata di 89 giorni; nell'emisfero australe copre invece i giorni dal 21 giugno al 23 settembre (ovvero quando nella parte settentrionale del globo è in corso l'estate).

## Inverno meteorologico
A livello meteorologico, è definito "inverno" il periodo che intercorre dal 1º dicembre al 28 febbraio o al 29 febbraio.

## Nella cultura di massa
(Detto popolare)

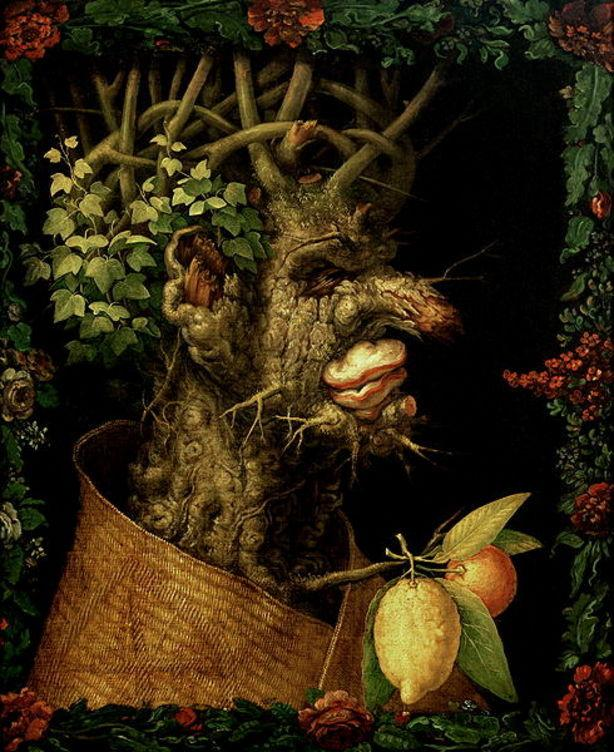
Inverno, dipinto di Giuseppe Arcimboldo (Museo del Louvre, Parigi)

L'immaginario collettivo inquadra l'inverno come il periodo più buio e freddo dell'anno, simboleggiando un letargo avviato già dall'autunno. L'astrologia occidentale associa alla stagione i segni di Capricorno, Acquario e Pesci. Secondo delle ricerche condotte in America, le persone nate in inverno sarebbero maggiormente intelligenti e meno propense all'ira.
Tra i quattro elementi classici l'inverno corrisponde all'acqua, tra le età della vita alla vecchiaia o alla prima infanzia, tra i punti cardinali al Nord, fra i temperamenti umorali al flemmatico, tra le parti della giornata alla notte, tra le fasi dell'opera alchemica alla nigredo.
Le feste più conosciute della stagione sono:
- Natale: festeggiato il 25 dicembre;
- Notte di San Silvestro e Capodanno: cadendo il 31 dicembre e 1º gennaio, costituiscono rispettivamente l'ultimo giorno del vecchio anno e il primo del nuovo;
- Epifania: ricorre il 6 gennaio, ed è tradizionalmente associata alla Befana;
- Candelora: celebrata il 2 febbraio, prende il nome dalle calende di febbraio che erano dedicate a Giunone;
- Carnevale: festa mobile, celebrata in un martedì (martedì grasso) tra il 3 febbraio e il 9 marzo. È seguita dal mercoledì delle ceneri[18];
- Festa di San Valentino: celebrata il 14 febbraio, è la festa normalmente associata all'amore[19];
- Festa della donna: si festeggia l'8 marzo[20];
- Festa del papà: ricorre il 19 marzo, in ricordo di San Giuseppe.[21]

Svariate espressioni e modi di dire legati all'inverno ricorrono in letteratura.